# پووراکولسکایا
پووراکولسکایا (به لاتین: Povrakulskaya) یک منطقهٔ مسکونی در روسیه است که در استان آرخانگلسک واقع شده‌است.